# Avhämtningsköp
Avhämtningsköp är ett köp av lös egendom där säljaren tillhandahåller det sålda för köparen där det sålda finns, eller i säljarens affärslokal eller hemvist. Köparen skall således avhämta det köpta på denna plats.